# Петропавловский (Удмуртия)
Петропавловский — деревня в Алнашском районе Удмуртии, входит в Муважинское сельское поселение. Находится в 20 км к юго-востоку от села Алнаши и в 98 км к югу от Ижевска.
Население на 1 января 2008 года — 7 человек.

## История
В 1882 году открыт приход Вознесенской церкви села Голюшурма, прихожанами нового храма стали жители нескольких селений, в том числе починка Петропавловский.
До 1921 года починок Петропавловский входил в состав Елабужского уезда Вятской губернии, в связи с образованием Вотской автономной области, починок передан в состав Можгинского уезда. В 1924 году при укрупнении сельсоветов он вошёл в состав Муважинского сельсовета Алнашской волости. В 1929 году упраздняется уездно-волостное административное деление и починок причислен к Алнашскому району. 28 апреля 1931 года в починке Петропавловский образована сельхозартель (колхоз) «Активист».
В 1950 году проводится укрупнение сельхозартелей, колхозы нескольких соседних деревень объединены в один колхоз «Красный Октябрь», центральная усадьба которого размещена в деревне Муважи, в состав укрупнённого колхоза среди прочих вошёл колхоз починка Петропавловский. В 1963 колхоз «Красный Октябрь» переименован в колхоз «Кама». В 1972 году Муважинский сельсовет переименован в Кузебаевский сельсовет и центр сельсовета перенесён в деревню Кузебаево.
Повторно Муважинский сельсовет образован постановлением Госсовета УР от 26 октября 2004 года, выделен из состава Кузебаевского сельсовета. Постановлением Госсовета УР от 26 октября 2004 года починок Петропавловский Кузебаевского сельсовета был преобразован в деревню Петропавловск. В ноябре того же года Муважинский сельсовет был преобразован в муниципальное образование Муважинское и наделён статусом сельского поселения. А 12 июля 2005 года установлено название — деревня Петропавловский.